# 1960 v dopravě
Tento článek obsahuje seznam událostí souvisejících s dopravou, které proběhly roku 1960.

## Události
- 1. ledna

 V Praze byl zastaven provoz na tramvajové trati vedoucí od Prašné brány Celetnou ulicí přes Staroměstské náměstí na nám. Curieových.
- leden

 První elektrické vlaky se rozjely na úseku Olomouc – Přerov a Přerov – Hranice na Moravě.
- 20. března

 Motorová jednotka Pioneer Zephyr vykonala svou poslední komerční jízdu před předáním do Muzea vědy a průmyslu v Chicagu.
- 12. září

 Dokončena elektrizace trati Hranice na Moravě – Púchov.
- 3. listopadu

 Pražský dopravní podnik obdržel od výrobce Tatra Smíchov první prototyp tramvajového vozu T3.
- 14. listopadu

 U Stéblové došlo ke srážce parního osobního vlaku a motorového osobního vlaku. V důsledku srážky a následného požáru zahynulo 118 lidí.

## Neurčené datum
Vagónka Studénka začala dodávat motorové vozy řady 820 pro Československé státní dráhy.
 Do užívání byla dána tramvajová vozovna Poruba.
 Lokomotivka v Brjansku zahájila výrobu šestinápravových motorových lokomotiv řady TEM2.
 Lokomotivka v Kolomně zahájila výrobu rychlíkových motorových lokomotiv řady TEP60. Jejich výroba pokračovala až do roku 1997.